# Cinéma d'Afrique centrale

Pays classés en Afrique centrale
Pays parfois classés en Afrique centrale

Le Cinéma d'Afrique centrale désigne l'industrie cinématographique, et par extension les films produits et réalisés en Afrique centrale et/ou par ses ressortissants.
Il regroupe les films produits dans les pays suivants : le Cameroun, la Centrafrique, le Gabon, la Guinée équatoriale, la République démocratique du Congo, la république du Congo, l'état insulaire de Sao Tomé-et-Principe et le Tchad. Ces films sont en grande partie francophones, mais également arabophone au Tchad, hispanophones en Guinée équatoriale, anglophones au Cameroun ou lusophones à Sao Tomé-et-Principe.
L'association Écrans noirs, créée en 1995 à Yaoundé, s'est donné pour but de promouvoir le cinéma en Afrique centrale. L'association organise également un festival de cinéma.